# Lidingö hembygdsförening

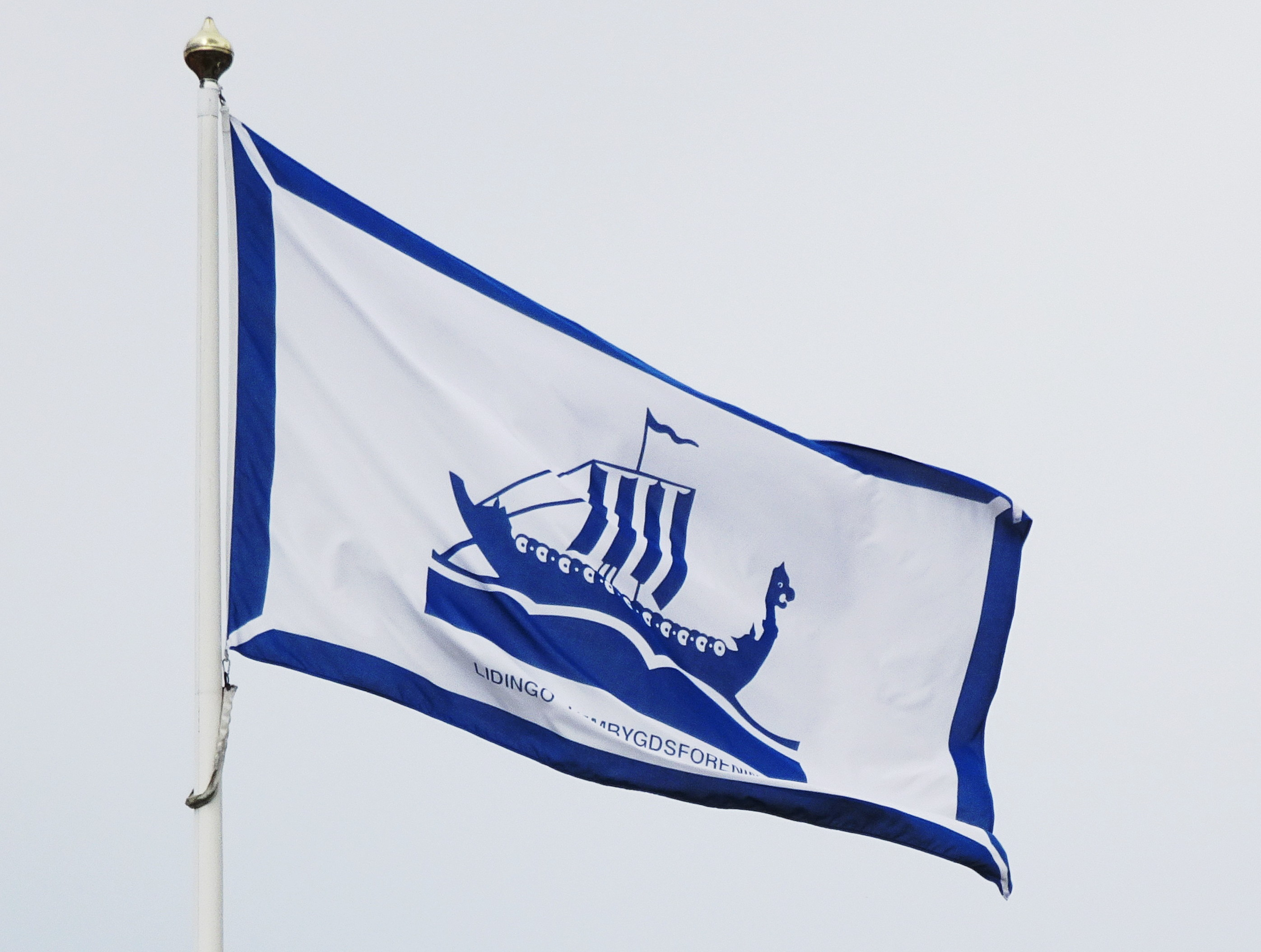
Lidingö hembygdsföreningens flagga vid Lidingö museum, 2021.

Lidingö hembygdsförening i Lidingö bildades 1931 och är med cirka 1600 medlemmar (2020) en av de största hembygdsföreningarna i Sverige. 
Lidingö hembygdsförening är en sammanslutning av vänner till Lidingö, dess minnen och traditioner, dess natur och kultur, med syfte att öka kunskapen om och stärka sammanhållningen kring hembygden på Lidingö. Föreningen arbetar för att Lidingös kultur- och naturhistoriska minnen vårdas och bevaras. Man arrangerar återkommande aktiviteter som Bellmansdagen, Elfviksgårdsdagen och Höstmarknad.
Lidingö hembygdsförening har sitt säte i Lidingö museum vid Lejonvägen 26A och ansvarar för museets underhåll och utveckling. Föreningens logotype, ett vikingaskepp, ritades 1931 av konstnären Einar Nerman som bodde på Hersbyholms gård.

## Fotnoter
1. ↑  Lidingö Hembygdsförenings stadgar §1, från 1931